# Середній жуз

Приблизні території розселення (кочевищ) казахських жузів станом на початок XX століття. Території середнього жузу виділені помаранчевим кольором

Середній жуз (каз. Орта жүз — Орта-жуз), також Жан-арис  — казахський жуз, група родів і племен, що мешкали в степових районах центральної, північної і східної частин сучасної території Казахстану. Наприкінці XIX — початку XX століть число казахів середнього жузу, переважно аргинів і кипчаків, становило близько 1 млн 350 тис. осіб. А разом з кераїтами і найманами, що кочували в Китаї і Монголії їх чисельність перевищувала півтора мільйони осіб.

## Роди і племена середнього жузу
- Аргини. Проживали на Тургайскому плоскогір'ї до Чингізських гір на сході, а також та на північно-західному узбережжі озера Балхаш — на території сучасних Павлодарської, Акмолинської, Карагандинської, Костанайської і Східноказахстанської областей Казахстану.
- Кипчаки. Кочували переважно в центральному Казахстані, на південних берегах Сирдар'ї в її середній і нижній течії та на берегах Тоболу. За даними царського перепису 1897 року, вони мешкали в Кустанайському, Перовському, Павлодарському і Омському повітах.
- Уаки. Переважно заселяли території сучасних Павлодарської, Костанайської, Північноказахстанської і Східноказахстанської областей Казахстану, а також мешкали на теренах сучасних Алтайського краю, Омської і Новосибірської областей Росії, на півночі Монголії і Китаю.
- Кераїти. Мешкали в північному і східному Казахстані, на берегах Іртиша та Ішиму, в західних відрогах Алтайських гір, в Перовском, Омському, Каркаралинском, Кустанайському, Семипалатинському, Зайсанськая повітах та на території теперішньої Монголії між ріками Орхон та Херлен на схід від кочовищ найманів.
- Наймани. Займали територію переважно на сході сучасного Казахстану, на плоскогір'ях Алатайскіх гір до Джунгарского Алатау. Частина найманів кочувала в районі гір Улитау в центральному Казахстані, а також вздовж берегів Сирдар'ї. Були розселені на території Лепсінского, Капальского, Усть-Каменогорського, Зайсанського, Атбасарського, Семипалатинського, Перовського повітів.
- Конграти. Проживали на території південного Казахстану, на південних берегах Сирдар'ї в її середній течії, а також в передгір'ях Каратау. В основному вони проживали в Чімкентському, Перовському і Ташкентському повітах, в інших регіонах Середньої Азії.